# Ulrik Gustaf Lindencrona
Ulrik Gustaf Lindencrona, född den 10 maj 1785 på Kårtorp i Kinne-Vedums socken, Skaraborgs län, död den 11 maj 1846 i Frankfurt am Main, var en svensk ämbetsman. Han var son till Erik Gustaf Lindencrona och far till Carl Johan Lindencrona.
Lindencrona blev, efter att ha varit student vid Uppsala universitet, blev extra ordinarie kanslist i justitierevisionsexpeditionen 1801. Han fick häradshövdings fullmakt med tur och befordringsrätt 1809 och lagmans namn, heder och värdighet 1819. Lindencrona blev tillförordnad vice landshövding på Öland 1821 och utnämndes till lagman i Skånska lagsagan 1824. 